# Sciomesa janthina
Sciomesa janthina là một loài bướm đêm trong họ Noctuidae.